# Ataque a Puerto Crevo
El Ataque a Puerto Crevo fue realizado por las Fuerzas Armadas Revolucionarias de Colombia (FARC-EP) a una patrulla del Ejército Nacional de Colombia el 18 de agosto de 1980 en Puerto Crevo a orillas del Río Duda (Meta), como parte del denominado Plan Cisne Tres por la subversión. Fue el primer ataque en que una unidad del  Ejército Nacional fue reducida en el marco del Conflicto armado interno en Colombia.

## Descripción
Tres columnas guerrilleras de las FARC-EP (unidad de 'Argemiro', unidad móvil y la unidad de 'Benítez') se reúnen para atacar a una unidad del Ejército Nacional a orillas del Río Duda en el Departamento del Meta, esta unidad fue destruida con resultado de 3 muertos, 3 heridos y 14 secuestrados.
Su importancia fue el cambio estratégico de las FARC-EP de operaciones defensivas a operaciones ofensivas juntando varios elementos en un mismo territorio, reemplazando al fallido Plan Chiquito de la Sexta Conferencia Nacional Guerrillera de las FARC en 1978 por el nuevo modo de operar, expuesto y establecido en la Séptima Conferencia Nacional Guerrillera de 1982.